# Brassói Sportlíceum
A brassói Sportlíceum (románul: Liceul cu Program Sportiv) a legelsőként alapított sportiskola a mai Románia területén: a német közösség a 19. század közepén elsőként vezette be román területen a Nyugat-Európában egyre népszerűbbé váló szabadidős tevékenységet. A tanintézmény máig sportlíceumként működik, bár 2018-ban kiköltözött eredeti épületéből.

## Története
A brassói szász Tornaegylet (Turnbetrieb) 1847. március 8-án alakult, és a szász evangélikus konzisztórium már ebben az évben kérvényezte a városi tanácstól, hogy egy tornaiskolát (Turnschule) létesíthessenek. 1847. december 15-én a tanács jóvá is hagyta ezt, de az 1848–49-es forradalmi évek és pénzhiány miatt egy ideig nem tudtak nekikezdeni az építkezésnek. A Brassói Általános Takarékpénztár úgy döntött, hogy tartalékalapjából finanszírozza az építkezést, és 1851–1852 között Ludwig van Huttern városi építész tervei alapján felépítették az iskolát, a lebontott délnyugati várfal egy részének helyén. Ez volt az első brassói épület, melyet lebontott falak helyére építettek. A tanintézményt 1853-ban nyitották meg.
A földszintes épület keleti felében egy nagy tornaterem kapott helyet, nyugati szárnyában pedig kisebb helyiségek, közöttük a tanár és a gondnok lakása. Az iskola mögött levő tornakert 1853-ban készült el. 1888 és 1889 között a földszintes épületre egy további emeletet húztak, és az új tantermekben művészeti osztályokat indítottak; az intézmény Torna- és Rajziskolaként működött tovább.
A tornakerttől délre, az egykori várfalon kívül egy mocsaras, miazmás terület volt, az egykori védelmi rendszer maradványa. Ezt 1894-ben a régi Redut bontásából származó törmelékkel feltöltötték, és itt hozták létre a nagyméretű sportpályát, ahol atlétikai- és lovasversenyeket és labdarúgó-mérkőzéseket rendeztek. 1912-ben tovább bővítették az épületet, és elemi osztályokat is indítottak itt.
Az 1948-as kommunista államosítás után is megőrizte sportiskolai jellegét, bár neve számos alkalommal változott (2-es számú Vegyes Líceum, 1-es számú Reál-Humán Líceum, 25-ös számú Általános Iskola). A sportok közül választható volt az atlétika, kézilabda, röplabda, vívás, és műkorcsolya. A rendszerváltás után az épületet (a sportpályával együtt) visszaszolgáltatták az evangélikus egyháznak.  2018-ban a Johannes Honterus Líceum vette át, a sportlíceum egy Zajzon-keleti iskolaépületbe költözött.

## Leírása
Az Árvaház utca felső végén álló U alakú kétszintes épület, helyi jelentőségű műemlék. Homlokzata klasszicizáló stílusú, a mellette elhelyezkedő Árvaház utcai kapuval együtt uralja az utca felső részét.
Az épület mögötti nagyméretű sportpálya hivatalos neve Ion Țiriac Aréna. A 2300 férőhelyes atlétikai pályát 2010-ben újították fel.